# San Benito (Texas)
San Benito es una ciudad ubicada en el condado de Cameron en el estado estadounidense de Texas. En el Censo de 2010 tenía una población de 24250 habitantes y una densidad poblacional de 580,36 personas por km².

## Geografía
San Benito se encuentra ubicada en las coordenadas 26°7′46″N 97°38′39″O / 26.12944, -97.64417. Según la Oficina del Censo de los Estados Unidos, San Benito tiene una superficie total de 41.78 km², de la cual 40.9 km² corresponden a tierra firme y (2.11%) 0.88 km² es agua.

## Demografía
Según el censo de 2010, había 24250 personas residiendo en San Benito. La densidad de población era de 580,36 hab./km². De los 24250 habitantes, San Benito estaba compuesto por el 85.97% blancos, el 0.45% eran afroamericanos, el 0.34% eran amerindios, el 0.28% eran asiáticos, el 0.01% eran isleños del Pacífico, el 11.25% eran de otras razas y el 1.7% pertenecían a dos o más razas. Del total de la población el 90.7% eran hispanos o latinos de cualquier raza.